# Pootsiku
Koordinaten: 59° 5′ N, 27° 20′ O
Pootsiku ist ein Dorf (estnisch küla) in der Landgemeinde Alutaguse (bis 2017 Iisaku). Es liegt im Kreis Ida-Viru (Ost-Wierland) im Nordosten Estlands.

## Beschreibung und Geschichte
Das Dorf hat 18 Einwohner (Stand 16. Oktober 2010).
Pootsiku wurde erstmals 1497 urkundlich erwähnt. Mitte des 19. Jahrhunderts bildete sich aus den örtlichen Bauernhöfen das Gut Pootsiku. In den 1920er Jahren wurde das Gut aufgelöst und das Land wieder unter den Bauern verteilt.
In Pootsiku ist der alte Park des Guts erhalten. Dort erinnert seit 1979 ein Gedenkstein an den Bakteriologen Karl Happich (1863–1923). Happich wurde in Pootsiku in eine Hauslehrerfamilie geboren. Er studierte am Veterinärinstitut im livländischen Tartu. Von 1919 bis zu seinem Tod leitete er das Tiermedizinische Institut der Universität Tartu. Happich entdeckte unter anderem das zur Herstellung von Sauermilchprodukten notwendige Milchsäurebakterium Lactobacillus acidophilus.